# У Дін
У Дін (кит. трад.: 武丁; піньїнь: Wǔ Dīng) — видатний володар китайської династії Шан. Його правління (58 років) вважається золотою добою в історії Шан.

## Біографія
У Дін був сином імператора Сяо Ї та племінником імператора Пань Ґена. Правив упродовж 58 років і, відповідно до китайської історичної традиції, це був час господарського підйому в країні і зміцнення політичної могутності держави. У Дін також організував кілька походів проти сусідніх племен: фан, цян, туфан, чжоу, гуйфан тощо, які влаштовували набіги на територію держави Шан і розгромив їх, а також приєднав до своєї держави низку нових територій (про що говорять збережені написи на кістках і панцирах черепах). У Дін — це перший імператор Китаю, ім'я якого згадується в сучасних йому написах. Про визначну роль У Діна як правителя вказує Сима Цянь у своєму пізньому творі «Ши Цзі».

## Сім'я
- Фу Хао, одна з численних дружин.
- Цзу Цзя (правл. 1183–1162 до н. е.), син.

Правління Ву Діна відзначено присутністю у культурі Шан некитайських елементів, до того у Китаї невідомих: бронзові дзеркала (можливий канал розповсюдження Карасукська культура) та колісниці.